# Île Saint-Denis
Pour l'article concernant la commune française du même nom, voir L'Île-Saint-Denis.
L’île Saint-Denis est une île de la Seine, dans le département de la Seine-Saint-Denis, en région Île-de-France. Elle est le territoire de la commune de L’Île-Saint-Denis et est donc l'une des deux îles fluviales de France à constituer à elles seules une commune. 
Elle doit son nom à saint Denis, qui aurait été le premier évêque de Paris (Lutèce), tout comme la ville voisine de Saint-Denis et la basilique.
Les habitants de l'île et de la commune sont appelés les Ilodyonisiens.

## Géographie
L'île est constituée par deux bras de la Seine. Le bras gauche, appelé « petit bras » ou « bras de Gennevilliers », sert de limite entre le département de la Seine-Saint-Denis (à l'est) et le département des Hauts-de-Seine (à l'ouest). Le bras droit est appelé « grand bras » ; le canal Saint-Denis y débouche.
Elle est issue de la réunion de plusieurs îles et îlots au cours des temps, ce qui explique sa longueur importante, entre autres :
- À la pointe sud, l'île des Vannes[3], dont la Grande Nef de l'Île-des-Vannes reprend le nom,
- L'île du Châtelier, dont le Quai du Châtelier perpétue la mémoire. C'est sur cette île que se trouvait le château de Bouchard le Barbu, seigneur de cet endroit au Xe siècle[4]. Au XIXe siècle, elle a été renommée île Saint-Ouen de façon informelle, par des cartes postales et œuvres[5], car le conseil municipal de Saint-Ouen avait pris une délibération visant à annexer une partie de cette commune[6].
- L'île Saint-Denis au Nord.

Pour diverses raisons et notamment de domanialité juridique, les cours d'eau séparant plusieurs communes sont possession, de façon équidistante entre les berges, des deux communes et la surface d'une commune se calcule en intégrant les étendues et cours d'eau. De ce fait, la surface de l'île Saint-Denis est inférieure à celle de la commune L'Île-Saint-Denis.
Actuellement quatre séries de ponts traversent l'île d'amont en aval :
- le pont de Saint-Ouen-les-Docks ;
- le viaduc autoroutier de L'Île-Saint-Denis (emprunté par l'autoroute A86) ;
- le pont de l'île Saint-Denis ;
- le pont d'Épinay.

## Histoire
A la fin du IXe siècle, Charles le Chauve fit construire une forteresse sur l'île du Châtelier pour empêcher les Normands de remonter la Seine. Cependant, d'après les Annales de Saint-Bertin, ceux-ci se seraient installés en 866 sur une île près de Saint-Denis.
Vers 998, un autre château est construit dans la même île, sur la Seine.
Plus tard, l'île et sa forteresse sont tenues par Hugues de Château-Basset. À son décès, en 1009, son épouse, Ildelinde en transmet la forteresse à son nouveau mari, Bouchard le Barbu, qui l'utilise pour percevoir des péages au détriment des abbés de Saint-Denis. Robert II le Pieux en ordonne sa destruction en 1088. En 1219, Mathieu II de Montmorency promet de ne plus construire de forteresse sur l'île. En 1220, Philippe-Auguste permet à Robert de Montmorency, sergent dudit Mathieu de bâtir dans l'île du Chatelier (insula de Chasteler) une maison non fortifiée. En 1435, après avoir pris la ville aux troupes de Charles VII, les Anglais y édifient une petite forteresse.

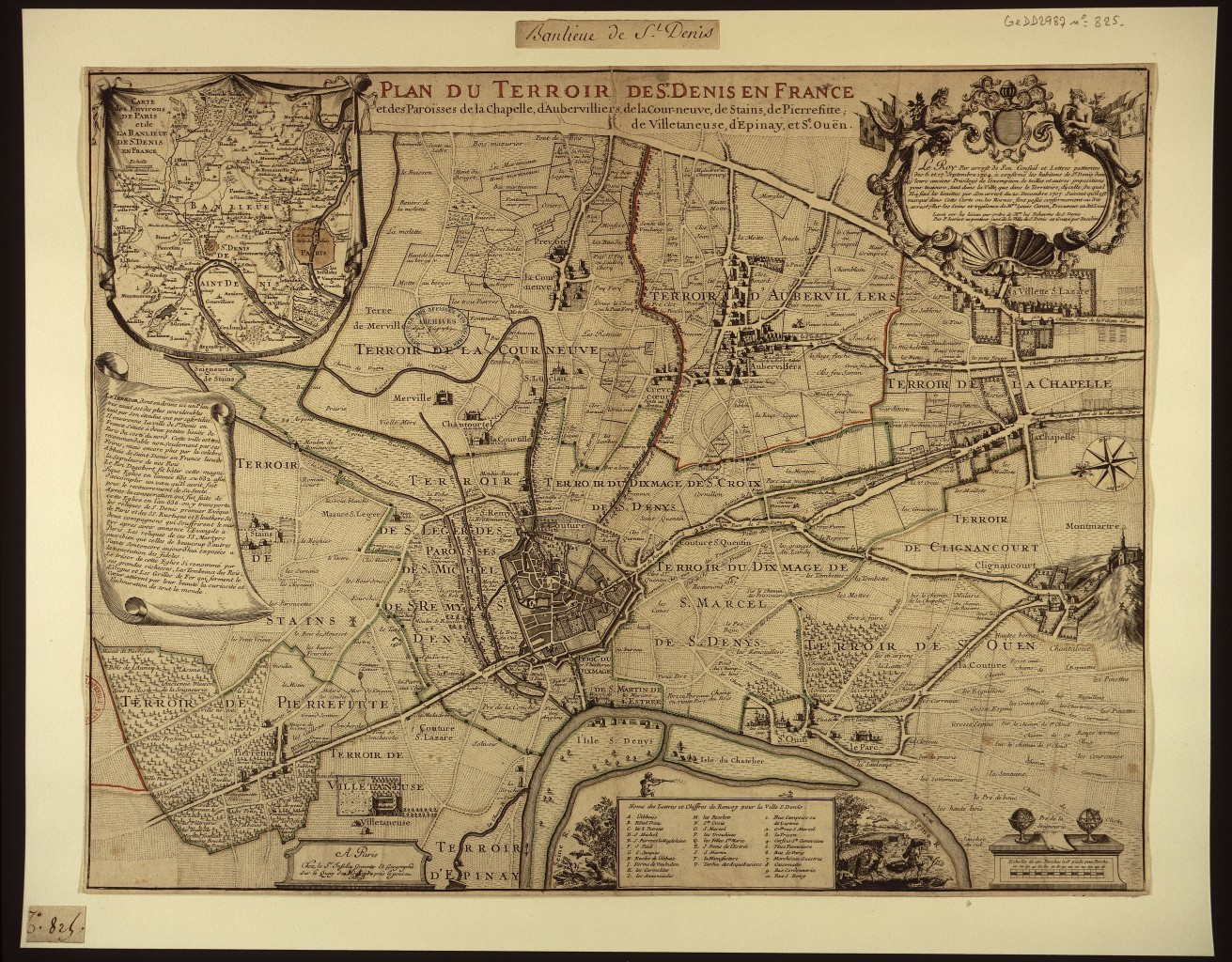
Plan du terroir de Saint-Denis et des paroisses alentour (1707).
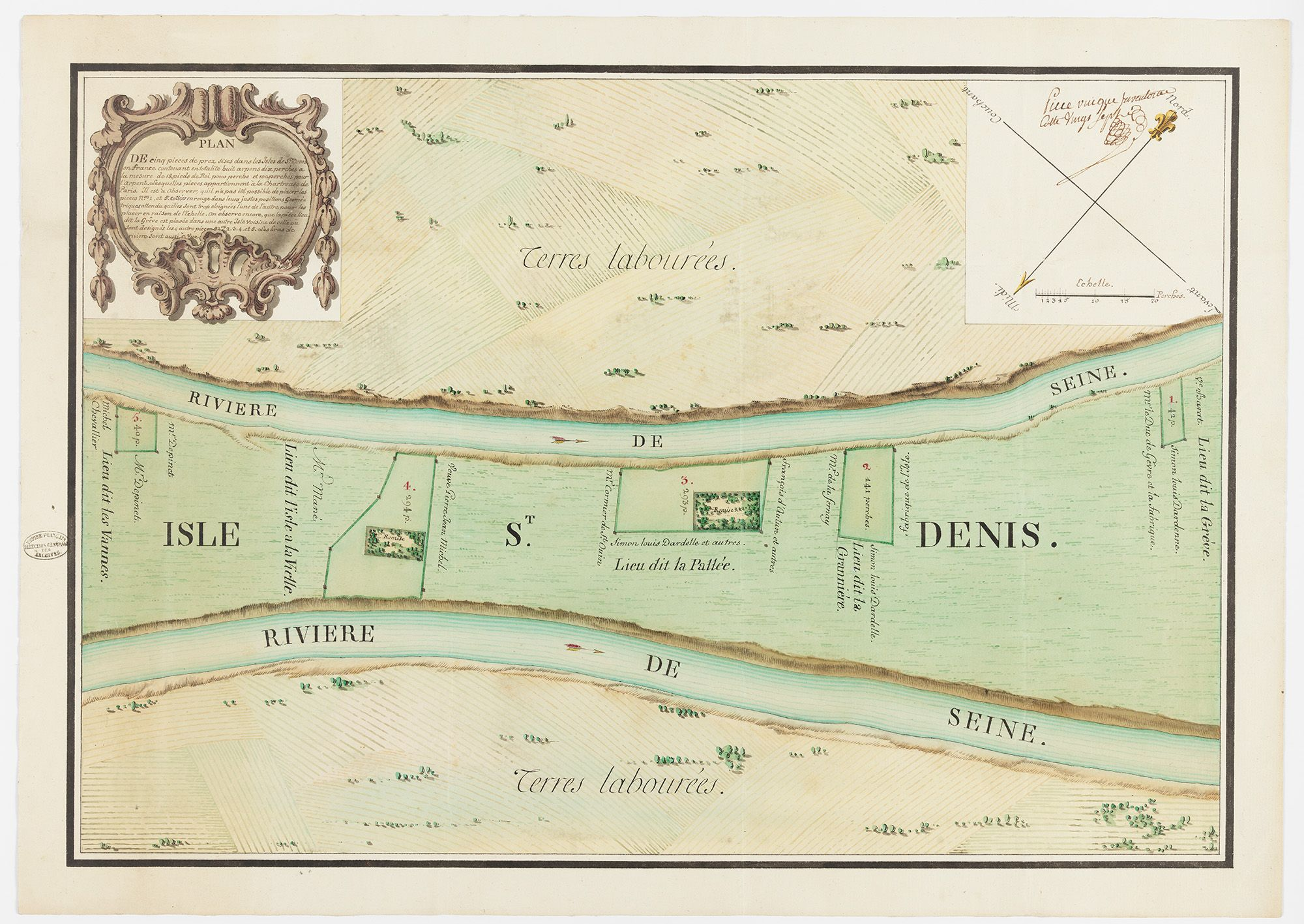
Plan du centre de l'île en 1753.

En 1844, un pont conçu par Marc Seguin, est construit au centre du bourg de Villeneuve-la-Garenne, dans le prolongement de l’avenue de Gennevilliers, aujourd'hui avenue de Verdun. Il permet de relier ce quartier de Gennevilliers, à Saint-Denis en traversant l'Île-Saint-Denis.

Tableaux d'Alfred Sisley en 1872
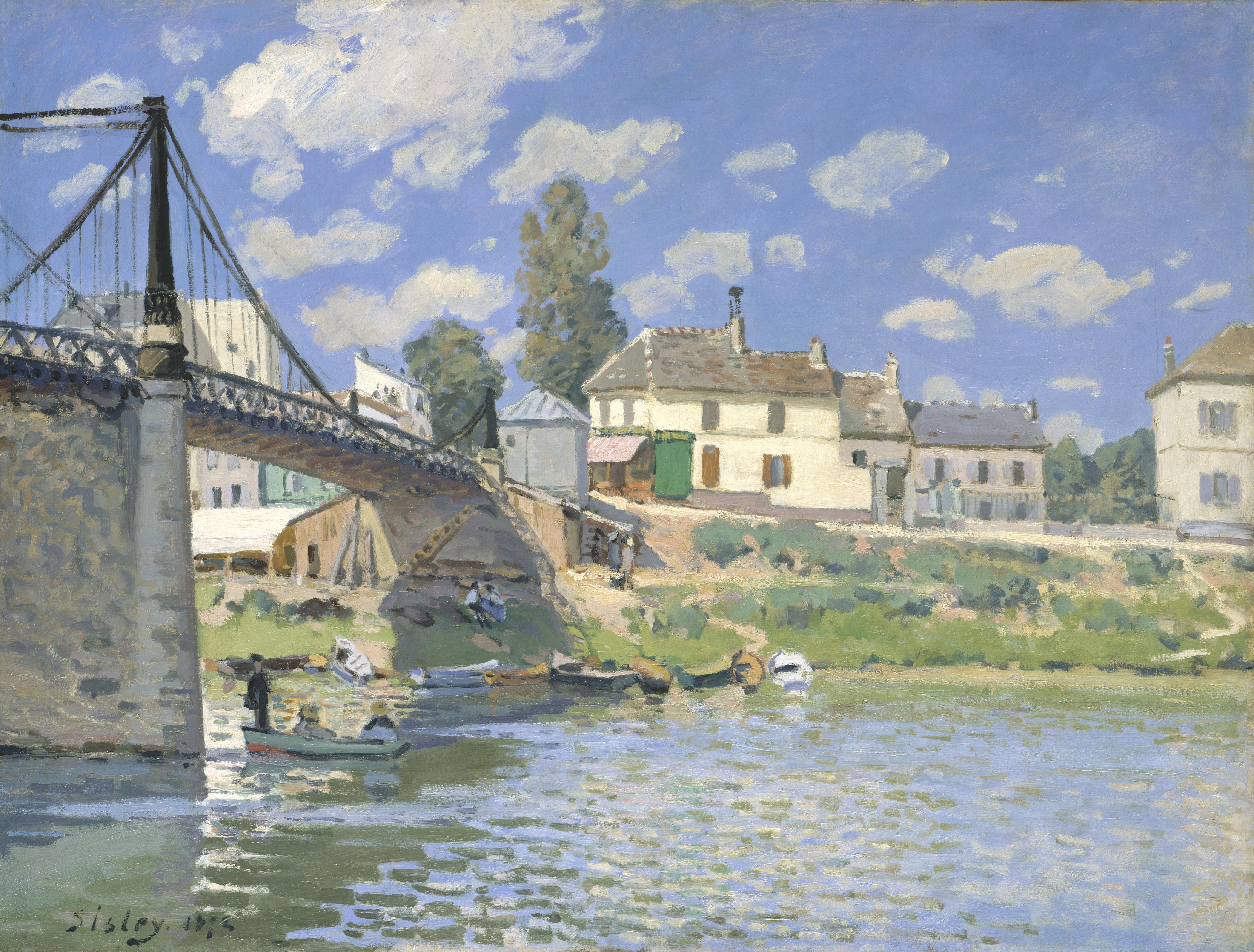
Le Pont à Villeneuve-la-Garenne New York, Metropolitan Museum of Art
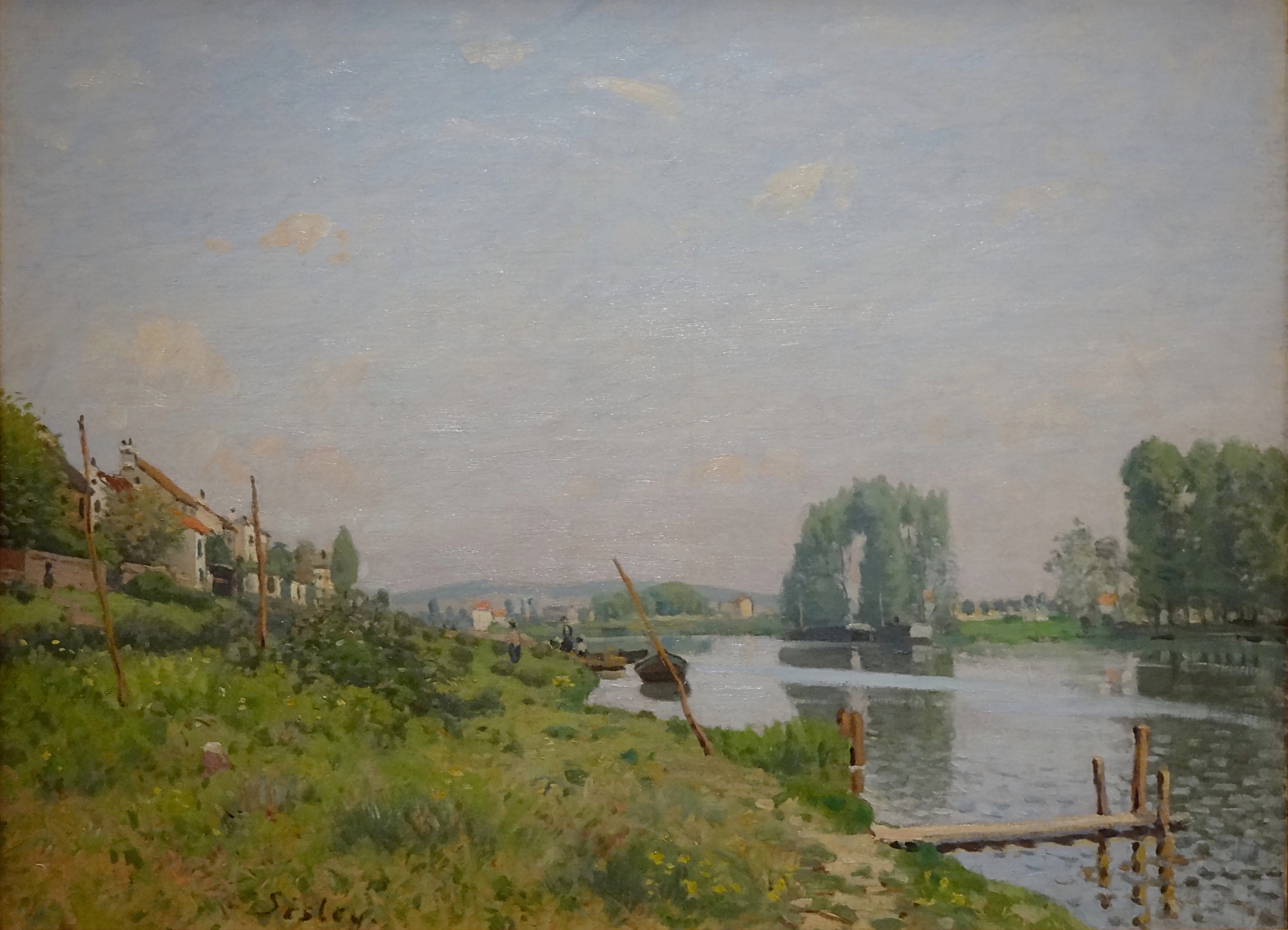
L'Île Saint-Denis Paris, musée d'Orsay

## Occupation
L'agglomération habitée (c'est-à-dire comportant des logements) occupe la partie centrale de l'île, le sud de l'île ayant plutôt une vocation de zone industrielle. La pointe sud (amont) qui porte le nom de l'ancienne île des Vannes abrite la Grande Nef de l'Île-des-Vannes, un centre sportif inscrit à l'inventaire supplémentaire des monuments historiques. Toute la partie nord de l'île constitue le Parc départemental de l'île Saint-Denis, classé zone Natura 2000 en 2006. À l'occasion de l'organisation des Jeux olympiques d'été de 2024, une partie de l'île située au sud du viaduc autoroutier de l'A86 accueillera le village olympique et sera relié à la Cité du cinéma sur la rive droite du fleuve par une passerelle piétonne.